# Drain de dispersion
Pour les articles homonymes, voir Drain.

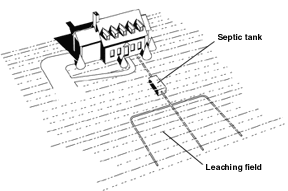
Drains de dispersion

Un drain de dispersion ou drain d'infiltration est le drain employé dans un lit filtrant, système d'égouttage par dispersion des eaux-vannes au moyen de drains placés après une fosse septique. Le mot « drain » est un emprunt à l'anglais, du XIXe siècle (anglicisme). Le terme en français a d'abord eu une connotation agricole.